# АК Аячо
АК Аячо (на френски: Athletic Club Ajaccien) е френски футболен клуб от град Аячо, Южна Корсика, остров Корсика, Франция. Отборът е основан през 1910 и към момента играе в най-високото ниво на френския футбол – Лига 1. Клубът играе домакинските си мачове на „Стад Франсоа Коти“ и най-голям съперник е отборът също от Корсика – СК Бастия.

## Известни играчи
- Доминик Баратели
- Ролан Корби
- Франсоа М'Пеле
- Дадо Пършо
- Мариус Трезор
- Себастиан Скилачи

## Отличия
- Лига 2
  - Шампион (2): 1966 – 67, 2001 – 02
- Шампионат Национал (Трета дивизия)
  - Шампион (1): 1997 – 98
- Корсиканска лига
  - Шампион (9): 1920, 1921, 1934, 1939, 1948, 1950, 1955, 1964, 1994